# Campyloneurum centrobrasilianum
Campyloneurum centrobrasilianum är en stensöteväxtart som beskrevs av David Bruce Lellinger. Campyloneurum centrobrasilianum ingår i släktet Campyloneurum och familjen Polypodiaceae. Inga underarter finns listade.